# デイリープラネット金曜発言中
『デイリープラネット金曜発言中』（ デイリープラネットきんようはつげんちゅう）はCS放送の日テレNEWS24（旧・NNN24）で月1回の金曜日に放送されていた討論番組。

## 概要
最近の時事問題について、専門家・有識者の討論をメインに視聴者から寄せられた意見・質問などを交えて検証していく。
番組のスタジオセットおよびオープニング・エンディング映像は旧社屋（現・麹町分室）のときからのものが使われていて、汐留社屋移転、ハイビジョン放送化された後も番組終了まで変わらなかった。
2007年8月24日の放送で終了。後番組は同年10月から始まった「闘論〜TALK BATTLE〜」。

## 司会
日本テレビ報道局キャスターが1人もしくは、2人で担当する（誰が担当するかは決められていない）。
主な担当者
- 金子茂
- 丸岡いずみ
- 町亞聖
- 後藤俊哉
- 笛吹雅子
- 村尾信尚 ※2
- 木村優子
- 真山勇一

※1 稀に、日本テレビ報道局の記者も出演することがある。
※2 かつて「NEWS ZERO」キャスターであった村尾信尚も、「NEWS ZERO」スタート前の2006年9月に司会を担当した。

## 放送日時・時間
- 第3金曜日：20:30 - 21:30
- 再放送：翌日(第3土曜日)7:00 - 8:00

※開始当初からは20:00 - 21:30（後に20:30 - 22:00）の90分番組だったが、60分番組に短縮された。
※毎月第3金曜日放送だが、番組編成の都合上、放送日を変更したり、放送休止となる月もある。

## その他
- 2006年6月放送分より、インターネット配信がスタートした。放送から数日後に、日テレNEWS24ホームページ及び第2日本テレビで無料配信されている。
- 2005年5月から、担当キャスターがきょうの内容について語る「キャスターの一言」がホームページに掲載されるようになった。